# Die fremde Frau (film 1917)
Die fremde Frau è un film muto del 1917 diretto da Hubert Moest.

## Produzione
Il film fu prodotto dalla berlinese Eiko Film GmbH, la casa di produzione fondata e diretta da Franz Vogel.

## Distribuzione
Ottenne il visto di censura nel marzo 1917.